# جک لمون
جان اولِر لِمونِ سوم (به انگلیسی: John Uhler "Jack" Lemmon III)، معروف به جک لِمون (زادهٔ ۸ فوریهٔ ۱۹۲۵ – درگذشتهٔ ۲۷ ژوئن ۲۰۰۱) هنرپیشهٔ نامدار آمریکایی هالیوود بود که در زمان خود از کامیاب‌ترین بازیگران سینما در کسب جایزه اسکار به‌شمار می‌رفت.

## زندگی

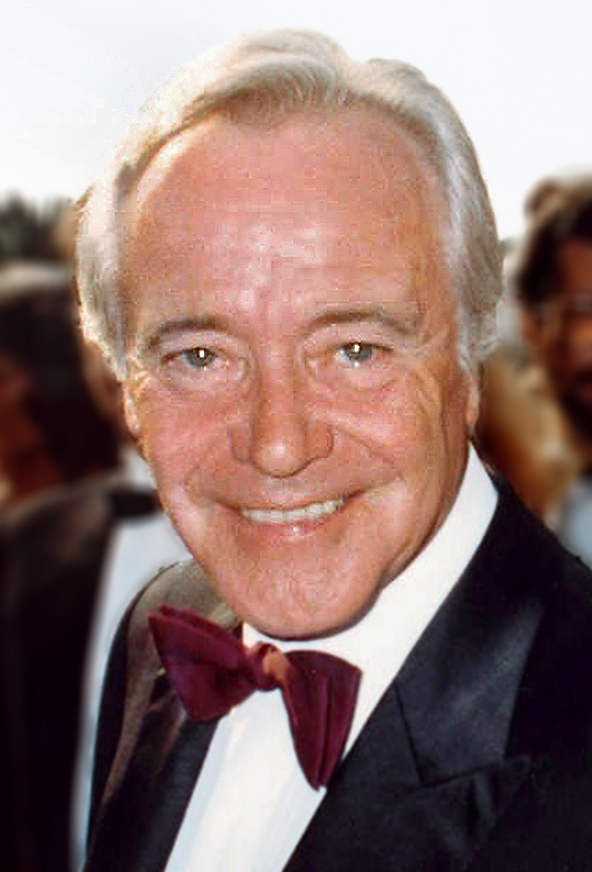
جک لمون در سال ۱۹۸۸ میلادی

جک لمون با نام کامل و حقیقی جان اولِر لمونِ سوم، در ۸ فوریهٔ ۱۹۲۵ در بوستون ماساچوست ایالات متحدهٔ آمریکا زاده شد. او دانش‌آموختهٔ آکادمی فیلیپس دانشگاه هاوارد بود. لمون نزدِ عموم مردم محبوبیت داشت و در زندگی خصوصی‌اش نیز بسیار شرافتمند بود.
او به هنگام جنگ جهانی دوم پس از پایان تحصیلاتش، به نیروی دریایی پیوست؛ اما برای همیشه آنجا نماند، به نیویورک رفت و در آنجا هنر پیشه شد.
لمون در سال ۱۹۶۲ در پاریس با فلیسیا فار ازدواج کرد.

## دورهٔ حرفه‌ای
جک لمون در بیش از ۶۰ فیلم بازی کرد که کمدی‌های متنوع و حتی اسلپ استیک را شامل می‌شد. او در کارهای درام هم بازی کرد ولی اوج مهارتش در کمدی‌هایی بود که پیرامون آدم‌هایی عادی ساخته می‌شد. او از ۱۹۴۹ وارد سینما شد، اما به سال ۱۹۵۴ و با بازی در دو فیلم با جودی هالیدی به نام‌های ممکن است برای تو اتفاق بیفتد و پففت! نزد سینماروها شناخته شد. او به‌ویژه با بازی‌اش در کنار تونی کرتیس و مریلین مونرو در فیلم بعضی‌ها داغشو دوست دارن (۱۹۵۹) در عالم سینما شناخته شده‌است.
لمون نامزد ۸ جایزهٔ اسکار شد و دو بار جایزهٔ اسکار را دریافت کرد. اولین اسکار او اسکار نقش مکمل مرد برای بازی در فیلم آقای رابرتس (۱۹۵۵) و دومی اسکار نقش اول مرد بود که برای فیلم ببر را نجات بده (۱۹۷۳) به وی تعلق گرفت.
با این همه آنچه بیش از هرچیزی در ارتباط با جک لمون در یادها مانده، همکاری مستمر وی با بیلی وایلدر است. این دو در ۷ فیلم با یکدیگر همکاری کردند و طی این دوره بود که زوج هنریِ لمون و والتر ماتائو به تصمیم و با انتخاب بیلی وایلدر شکل گرفت. لمون و ماتائو مجموعاً در یازده فیلم همبازی بودند.

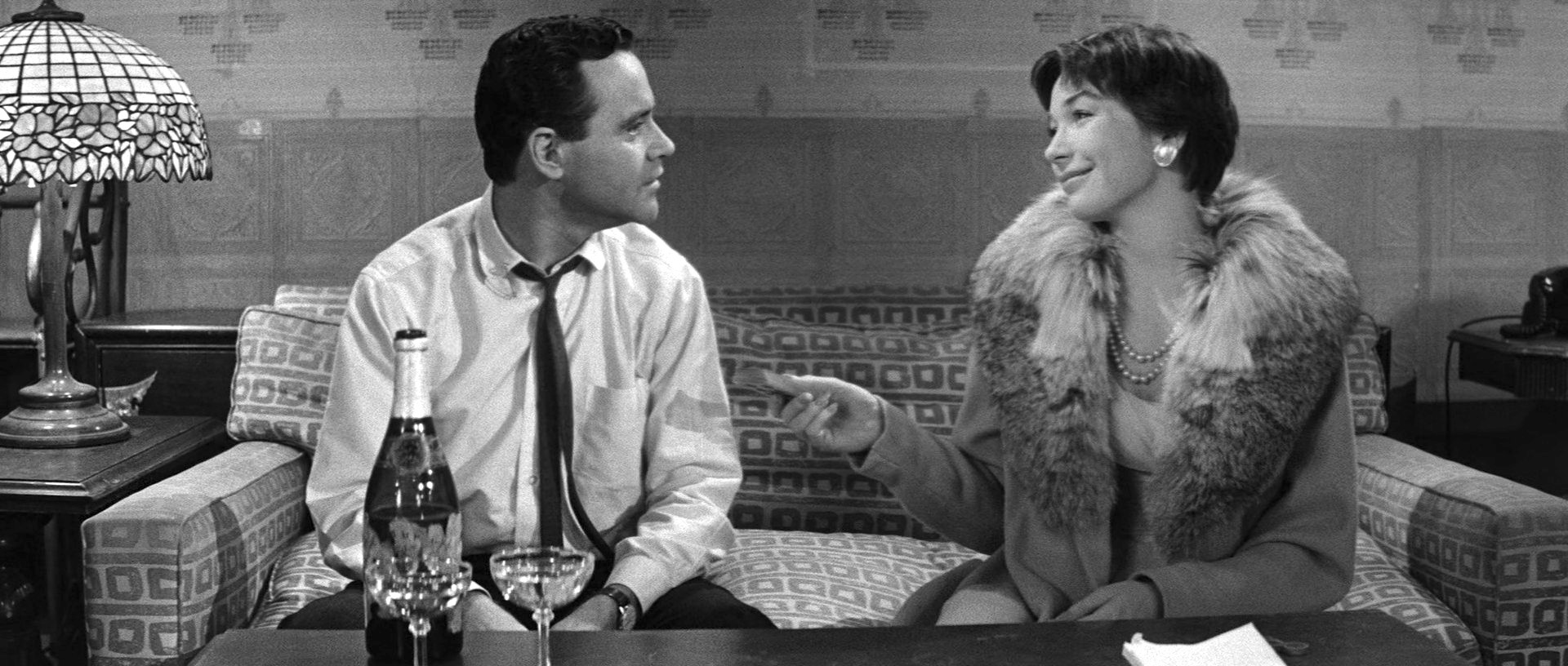
جک لمون در کنار شرلی مک‌لین در فیلم آپارنمان (۱۹۶۰)

معروف‌ترین فیلم‌های جک لمون با بیلی وایلدر شامل بعضی‌ها داغشو دوست دارن (۱۹۵۹)، آپارتمان (۱۹۶۰)، ایرما خوشگله (۱۹۶۳) و شیرینی ثروت (۱۹۶۶) می‌شد.
شیرینی ثروت (۱۹۶۶) نخستین همکاری لمون با ماتائو را شکل داد و ماتائو بخاطر نقشش در این فیلم یک اسکار نقش مکمل مرد را به دست آورد.
لمون و ماتائو درسالهای ۱۹۷۴ و ۱۹۸۱ در فیلم‌های صفحه اول و بادی بادی نیز زیر نظر بیلی وایلدر در کنار یکدیگر ظاهر شدند و حتی در پیری و در سال‌های ۱۹۹۳ و ۱۹۹۵ در فیلم‌های پیرمردهای غرغرو یک و دو و در سال ۱۹۹۸ در زوج عجیب ۲ نیز این همکاری را تجدید کردند.
جک لمون آخرین بار برای بازی در فیلم گمشده ساخته سال ۱۹۸۲ کوستا گاوراس یونانی برای هشتمین بار کاندیدای اسکار شد که آن را نبرد اما جایزهٔ بهترین بازیگر مرد جشنواره کن را به خود اختصاص داد.
جک لمون حتی در سال‌های پایانی عمرش از حجم کار بازیگریش نکاست و در فیلم‌های متعددی ظاهر شد. در این دوره در تلویزیون هم درخشید و در سال ۲۰۰۰ بخاطر بازی در فیلم تلویزیونی سه شنبه‌ها با موری جایزه امی را از آن خود کرد.
در میان بازیگران فقط جک نیکلسون، اسپنسر تریسی، لارنس اولیویه و پل نیومن توانسته‌اند بیشتر از لمون کاندیدای اسکار شوند.
.»

## نقل قول‌ها
لمون درمصاحبه‌ای گفته بود: من خوش‌اقبال بوده‌ام، بشدت کار کرده‌ام و اوضاع مساعد از آب درآمده‌است.

## درگذشت
جک لمون در در ۲۷ ژوئن ۲۰۰۱ بر اثر سرطان مثانه درگذشت و پیکرش در گورستان وست‌وود به خاک سپرده شد.

## جوایز و افتخارات

### جوایز اسکار
| سال  | اثر نامزد‌شده            | دسته                       | نتيجه    | منبع  |
| ---- | ----------------------- | -------------------------- | -------- | ----- |
| ۱۹۵۶ | آقای رابرتس             | بهترین بازیگر نقش مکمل مرد | برنده    | [ ۲ ] |
| ۱۹۶۰ | بعضی ها داغشو دوست دارن | بهترین بازیگر نقش اول مرد  | نامزدشده | [ ۲ ] |
| ۱۹۶۱ | آپارتمان                | بهترین بازیگر نقش اول مرد  | نامزدشده | [ ۲ ] |
| ۱۹۶۳ | روزگار شراب و گل‌های سرخ | بهترین بازیگر نقش اول مرد  | نامزدشده | [ ۲ ] |
| ۱۹۷۴ | ببر را نجات بده         | بهترین بازیگر نقش اول مرد  | برنده    | [ ۲ ] |
| ۱۹۸۰ | سندرم چین               | بهترین بازیگر نقش اول مرد  | نامزدشده | [ ۲ ] |
| ۱۹۸۱ | باج                     | بهترین بازیگر نقش اول مرد  | نامزدشده | [ ۲ ] |
| ۱۹۸۳ | گمشده                   | بهترین بازیگر نقش اول مرد  | نامزدشده | [ ۲ ] |

### جوایز گلدن گلوب
| سال  | اثر نامزدشده            | دسته                                          | نتيجه    | منبع  |
| ---- | ----------------------- | --------------------------------------------- | -------- | ----- |
| ۱۹۶۰ | بعضی‌ها داغشو دوست دارن  | بهترین بازیگر مرد فیلم موزیکال یا کمدی        | برنده    | [ ۳ ] |
| ۱۹۶۱ | آپارتمان                | بهترین بازیگر مرد فیلم موزیکال یا کمدی        | برنده    | [ ۳ ] |
| ۱۹۶۳ | روزگار شراب و گل‌های سرخ | بهترین بازیگر مرد فیلم درام                   | نامزدشده | [ ۳ ] |
| ۱۹۶۴ | زیر درخت یوم یوم        | بهترین بازیگر مرد فیلم موزیکال یا کمدی        | نامزدشده | [ ۳ ] |
| ۱۹۶۴ | ایرما خوشگله            | بهترین بازیگر مرد فیلم موزیکال یا کمدی        | نامزدشده | [ ۳ ] |
| ۱۹۶۶ | مسابقه بزرگ             | بهترین بازیگر مرد فیلم موزیکال یا کمدی        | نامزدشده | [ ۳ ] |
| ۱۹۶۸ | زوج عجیب                | بهترین بازیگر مرد فیلم موزیکال یا کمدی        | نامزدشده | [ ۳ ] |
| ۱۹۷۱ | غریبه‌ها در شهر          | بهترین بازیگر مرد فیلم موزیکال یا کمدی        | نامزدشده | [ ۳ ] |
| ۱۹۷۳ | آوانتی!                 | بهترین بازیگر مرد فیلم موزیکال یا کمدی        | برنده    | [ ۳ ] |
| ۱۹۷۴ | ببر را نجات بده         | بهترین بازیگر مرد فیلم درام                   | نامزدشده | [ ۳ ] |
| ۱۹۷۵ | صفحه اول                | بهترین بازیگر مرد فیلم موزیکال یا کمدی        | نامزدشده | [ ۳ ] |
| ۱۹۸۰ | سندرم چین               | بهترین بازیگر مرد فیلم موزیکال یا کمدی        | نامزدشده | [ ۳ ] |
| ۱۹۸۱ | باج                     | بهترین بازیگر مرد فیلم درام                   | نامزدشده | [ ۳ ] |
| ۱۹۸۳ | گمشده                   | بهترین بازیگر مرد فیلم درام                   | نامزدشده | [ ۳ ] |
| ۱۹۸۸ | سفر دراز روز در شب      | بهترین بازیگر مرد مینی‌سریال یا فیلم تلویزیونی | نامزدشده | [ ۳ ] |
| ۱۹۸۹ | قتل مری فاگان           | بهترین بازیگر مرد مینی‌سریال یا فیلم تلویزیونی | نامزدشده | [ ۳ ] |
| ۱۹۹۰ | پدر                     | بهترین بازیگر مرد فیلم درام                   | نامزدشده | [ ۳ ] |
| ۱۹۹۴ | یک زندگی در تئاتر       | بهترین بازیگر مرد مینی‌سریال یا فیلم تلویزیونی | نامزدشده | [ ۳ ] |
| ۱۹۹۸ | ۱۲ مرد خشمگين           | بهترین بازیگر مرد مینی‌سریال یا فیلم تلویزیونی | نامزدشده | [ ۳ ] |
| ۲۰۰۰ | سه شنبه‌ها با موری       | بهترین بازیگر مرد مینی‌سریال یا فیلم تلویزیونی | نامزدشده | [ ۳ ] |
| ۲۰۰۰ | وارث باد                | بهترین بازیگر مرد مینی‌سریال یا فیلم تلویزیونی | برنده    | [ ۳ ] |

### جوایز فیلم بفتا
| سال  | اثر نامزدشده                     | دسته                      | نتيجه    | منبع  |
| ---- | -------------------------------- | ------------------------- | -------- | ----- |
| ۱۹۵۶ | آقای رابرتس                      | بهترین بازیگر نقش اول مرد | نامزدشده |       |
| ۱۹۶۰ | بعضی‌ها داغشو دوست دارن           | بهترین بازیگر نقش اول مرد | برنده    | [ ۴ ] |
| ۱۹۶۱ | آپارتمان                         | بهترین بازیگر نقش اول مرد | برنده    | [ ۵ ] |
| ۱۹۶۴ | روزگار شراب و گل‌های سرخ          | بهترین بازیگر نقش اول مرد | نامزدشده |       |
| ۱۹۶۶ | همسایه خوب، سم                   | بهترین بازیگر نقش اول مرد | نامزدشده |       |
| ۱۹۶۶ | چگونه همسر خود را به قتل برسانیم | بهترین بازیگر نقش اول مرد | نامزدشده |       |
| ۱۹۸۰ | سندرم چین                        | بهترین بازیگر نقش اول مرد | برنده    | [ ۶ ] |
| ۱۹۸۳ | گمشده                            | بهترین بازیگر نقش اول مرد | نامزدشده |       |

### جشنواره فیلم کن
| سال  | اثر نامزدشده | دسته                         | نتیجه | منبع  |
| ---- | ------------ | ---------------------------- | ----- | ----- |
| ۱۹۷۹ | سندرم چین    | بهترین بازیگر مرد جشنواره کن | برنده | [ ۷ ] |
| ۱۹۸۲ | گمشده        | بهترین بازیگر مرد جشنواره کن | برنده | [ ۸ ] |

### جشنواره فیلم ونیز
| سال  | اثر نامزدشده   | دسته              | نتيجه | منبع |
| ---- | -------------- | ----------------- | ----- | ---- |
| ۱۹۹۲ | گلن‌گری گلن راس | بهترین بازیگر مرد | برنده |      |

### جشنواره فیلم برلین
| سال  | اثر نامزدشده | دسته              | نتيجه | منبع |
| ---- | ------------ | ----------------- | ----- | ---- |
| ۱۹۸۱ | باج          | بهترین بازیگر مرد | برنده |      |